# Paullinia cambessedesii
Paullinia cambessedesii är en kinesträdsväxtart som beskrevs av Triana & Planch.. Paullinia cambessedesii ingår i släktet Paullinia och familjen kinesträdsväxter. Inga underarter finns listade i Catalogue of Life.